# Cmentarz katolicki św. Maksymiliana Kolbe w Bydgoszczy
Cmentarz św. Maksymiliana Kolbe w Bydgoszczy – cmentarz katolicki w Bydgoszczy.

## Lokalizacja
Cmentarz znajduje się ok. 1,3 km na zachód od granic administracyjnych Bydgoszczy, w miejscowości Osówiec gmina Sicienko.

## Historia
Powstanie cmentarza wiąże się z erygowaniem w 1981 r. parafii św. Maksymiliana Kolbego na Osowej Górze. Ks. proboszcz Kazimierz Kamiński w 1985 r. wybrał lokalizację dla cmentarza parafialnego na terenie położonym w gminie Sicienko, tuż za granicą administracyjną Bydgoszczy. 
15 listopada 1987 r. poświęcono krzyż na cmentarzu i rozpoczęto pochówki, a w 1990 r. wzniesiono dom przedpogrzebowy (kostnicę).
W marcu 2004 r. północną część cmentarza wydzielono dla potrzeb drugiej parafii katolickiej na Osowej Górze pw. Wniebowstąpienia Pańskiego.

## Charakterystyka
Cmentarz posiada powierzchnię 5 ha. W 1996 r. na jego terenie pochowanych było ok. 0,5 tys. osób, a wolnych ok. 4 tys. miejsc.

## Zasłużeni
Na cmentarzu pochowany jest m.in. Józef Grubczyński (1895–2001) – uczestnik I wojny światowej, powstaniec wielkopolski, uczestnik wojny polsko-bolszewickiej 1919–1920, żołnierz armii gen. Stanisława Maczka, a także żołnierze AK (Jan Mścichowski, Piotr Talmont) oraz prof. Bogdan Romański (1930–2000) – założyciel Polskiego Towarzystwa Alergologicznego i jego prezes w latach 1982–1988.